# Кужейрас
Кужейрас (порт. Rio Cuieiras) — река в северо-западной Бразилии, в штате Амазонас. Левый приток Риу-Негру (бассейн Амазонки). Площадь водосборного бассейна реки — 3200 км².
Начинается в лесах Амазонии, течёт по ним в юго-восточном направлении. Впадает в Рио-Негро слева в 50 километрах от Манауса. Основные притоки — Кашуэйра (лв), Тукунаре (пр), Бранкинью (пр).
Почвы бассейна реки — кислые и очень бедные питательными веществами, представлены латозолями на возвышенных участках местности, аргизолями — на склонах, подзолистыми — в зонах накопления песка, глеевыми и неозолями — в пойме и на затапливаемых участках. Воды реки имеют водородный показатель менее 4,3, содержат в себе высокую концентрцию гуминовых кислот и мало твёрдых частиц, их цвет — от оливково-коричневого до кофейного цвета.
Осадки в бассейне Кужейраса имеют выраженный сезонный характер. Их максимум приходится на март-апрель (до 295 мм), минимум — на август (63 мм). Климат — тропический, средняя температура — 26 °C.
До XVII века в бассейне реки обитали индейские племена таруман, манаус и баре. С прибытием европейцев он были частично уничтожены, частично вытеснены в другие регионы. К концу XVII века единственными португальскими поселениями в Амазонии были форт Сан-Жозе-ду-Риу-Негру (будущий Манаус) и миссия кармелитов на реке Риу-Бранку. В 1995 году часть земель бассейна Кужейраса вошли в состав государственного парка Рио-Негро-Сетор-Сул. На 2007 год на реке проживало 274 человека из 96 семей. Они составляют шесть общин, в числе которых четыре индейских. В настоящее время преобладающее занятие людей в бассейне Кужейраса — рубка леса.